# Vita mia
Vita mia è un racconto autobiografico dell'autrice italiana Dacia Maraini, pubblicato nel 2023 e centrato sul periodo in cui, da bambina, fu rinchiusa con i suoi famigliari in un campo di prigionia dell'Impero Giapponese.

## Trama
Dopo l'8 settembre 1943 alla famiglia Maraini, residente da anni in Giappone, viene chiesto di aderire alla Repubblica Sociale Italiana per poter conservare la libertà di movimento. In conseguenza del rifiuto, opposto indipendentemente sia dal padre Fosco sia dalla madre Topazia, essi assieme alle loro figlie Dacia, Toni e Yuki vengono prima posti agli arresti nella loro casa di Kyoto, quindi internati in un campo di prigionia a Tempaku, presso Nagoya, con altre quattordici persone, un gruppo eterogeneo per età, nazionalità, professione, grado d'istruzione, opinioni politiche e fede religiosa. Anche le guardie che li sorvegliano hanno diversi temperamenti: ve ne sono di più rigide, che credono ferventemente nel nazionalismo giapponese, e di più accomodanti, che hanno uno sguardo benevolo verso le bambine.
Nel campo, il cibo è scarso e viene dato solo agli adulti, i quali devono condividerlo con le bambine, tanto più che in parte se ne appropriano le guardie per consumarlo con le loro famiglie e rivenderlo al mercato nero; i detenuti però s'ingegnano per recuperare una parte delle loro spettanze andando nottetempo nel magazzino con una chiave costruita da loro. Le piccole Maraini conoscono quindi la fame, che cercano di placare ingerendo formiche. Ripensando a quei momenti, l'autrice confronta le proprie esperienze con quelle dei prigionieri nei Lager nazisti, e attribuisce le scelte dei genitori al rifiuto di ogni forma di razzismo, del quale a ben vedere sarebbe stato impregnato anche il cosiddetto fascismo giapponese.
Nel 1944, dopo un devastante terremoto e i continui danni dovuti ai bombardamenti, il campo viene trasferito nella zona di Koromo, a nord di Nagoya, presso il tempio Kosai-ji. Grazie alla disponibilità della moglie del bonzo, ai lavoretti da sarta procuratisi da Topazia e alla possibilità di uscire di straforo per aiutare i contadini del posto, Dacia e le sue sorelle possono godere di un'alimentazione meno carente e fanno amicizia con una bambina giapponese di nome Keiko.
La notizia delle bombe atomiche su Hiroshima e Nagasaki provoca forti emozioni; con la resa del Giappone le guardie abbandonano il loro posto e i detenuti sono effettivamente liberi. Grazie a lanci di viveri effettuati dall'aviazione americana possono uscire anche dalle ristrettezze alimentari e fare degli scambi con gli abitanti del posto. 
Alla fine dell'agosto 1945, i Maraini vengono portati in città a Nagoya, quindi a Tokyo, dove Fosco è ingaggiato come interprete dalle forze di occupazione. Dacia è affascinata dai soldati americani, ma subisce anche un tentativo di violenza da uno di loro, dal quale riesce fortunatamente a divincolarsi.
Tornati in Italia, i Maraini si stabiliscono a Bagheria, dove abitano i genitori di Topazia della casata Alliata. L'autrice rammente che in quel periodo si appassionò decisamente alla letteratura e che decise di diventare vegetariana, dopo essersi accorta delle sofferenze inflitte agli animali.

## Edizioni
- Dacia Maraini, Vita mia : memorie di una bambina italiana in un campo di prigionia, collana La scala, Milano, Rizzoli, 2023, ISBN 978-88-17-14097-3.
- Dacia Maraini, Vita mia : memorie di una bambina italiana in un campo di prigionia, Milano, Mondolibri, 2023.
- Dacia Maraini, Vita mia : memorie di una bambina italiana in un campo di prigionia, collana BUR. Contemporanea, Milano, Rizzoli, 2024, ISBN 978-88-17-19064-0.